# Felix Genzmer
Felix Stephan Hermann Genzmer, född 25 mars 1878 i Marienburg, död 19 augusti 1959 i Tübingen, var en tysk jurist och filolog.
Genzmer blev juridikprofessor i Rostock 1920, i Marburg 1922 och i Tübingen 1934. Förutom rättsvetenskapliga arbeten (däribland Aus Schwedens Staats- und Wirtschaftsleben, 1925) ägnade han sig med framgång åt forngermansk filologi. Genzmer utgav 1912–1920 en tysk översättning av den poetiska eddan (utom sedan i flera senare upplagor). Bland senare arbeten märks Die isländischen Erzählungen von den Winlandfahrten (I Beiträge zur Geschichte der deutschen Sprache und Literatur, 67, 1944), Germanische Seefahrt und Seegeltung (1944) och Germanische Schöpfungssagen (1944).